# Мамору Мори
Мамору „Марк“ Мори (на японски: 毛利衛) е японски учен, бивш NASDA астронавт, и ветеран от два полета с космическата совалка, втори японец в космоса.

## Биография
Роден е на 29 януари 1948 г. в Йочи, о. Хокайдо, Япония. Мори получава магистърска степен по химия от Университета в Хокайдо (Hokkaido University) и докторска от Flinders University в Аделейд, Южна Австралия, през 1976 г.
Повечето от научната работа на М. Мори е в областта на материалознанието и науката за вакуума. От 1975 до 1985, Мори е член на факултета по ядрено инженерство на Университета в Хокайдо, където работи върху проекти, свързани с ядрения синтез.
Мори е избран от Японската космическа агенция НАСДА (NASDA), днес JAXA да се обучава за специалист по полезни товари на мисии на американската совалка, свързани с японски полезни товари. Той лети на първата си мисия през 1992 г. на борда на совалката "Индевър", мисия STS-47. По време на тази мисия е главен специалист на полезния товар на совалката – лабораторията за микрогравитация Spacelab-J. Това е първият и единствен полет на японската лаборатория в космоса.
Мамору Мори прави втори полет отново на борда на совалката „Индевър“, мисия STS-99 през 2000 г. Това е последният „соло“ полет на совалката. Всички следващи стартове на „Индевър“ са до МКС.
От 2007 г. Мамору Мори е изпълнителен директор на Miraikan - Националния музей за бъдещи научни изследвания и иновации (National Museum of Emerging Science and Innovation) в Токио.